# Spedizione di Penobscot
La spedizione di Penobscot fu una spedizione navale americana inviata per riconquistare il Maine, che le truppe della Corona Britannica avevano occupato e ridenominato Colonia di Nuova Irlanda. Si trattò della più grande spedizione navale organizzata dalle forze delle 13 colonie (più precisamente dal Congresso del Massachusetts) condotta durante la Guerra d'Indipendenza Americana ma, nonostante la grande superiorità numerica delle forze ribelli, a causa della scarsa organizzazione e dei dissidi tra i comandanti l'azione si concluse con un'umiliante sconfitta per gli americani e quasi l'annientamento della spedizione ad opera degli Inglesi.

## Storia
Fu la più grande spedizione navale americana condotta durante la Guerra d'indipendenza americana e viene ricordata come la peggiore sconfitta navale degli Stati Uniti d'America fino all'attacco di Pearl Harbor. I combattimenti si svolsero sia a terra che in mare, nei pressi dell'attuale città di Castine, nel Maine. La sconfitta della spedizione americana fu per contro una delle più grandi vittorie britanniche durante la guerra.
Nel giugno del 1779, le forze dell'esercito britannico, al comando del generale britannico Francis McLean, stabilirono una serie di fortificazioni concentrate in un forte situato nella penisola di Majabigwaduce, sulla baia di Penobscot, con l'obiettivo d'instaurare una presenza militare in questa zona della costa e creare una nuova colonia, cui dettero il nome di Nuova Irlanda. In risposta a ciò, lo stato del Massachusetts, con l'appoggio del Congresso continentale, inviò una spedizione allo scopo di scacciare gli inglesi.
Le truppe americane sbarcarono alla fine di luglio e tentarono di portare l'assedio alla fortezza britannica con una serie di azioni, gravemente ostacolate dai disaccordi per il controllo della spedizione tra il commodoro Dudley Saltonstall ed il generale Solomon Lovell. L'operazione si concluse con un disastro quando una flotta britannica, al comando di Sir George Collier giunse nella baia il 13 agosto, spingendo la flotta americana alla totale autodistruzione lungo il fiume Penobscot, ad evitare che il naviglio cadesse in mani nemiche. I sopravvissuti della spedizione americana furono costretti a compiere un difficoltoso viaggio via terra per tornare nelle zone popolate del Massachusetts, con una minima quantità di cibo e armamenti.